# Lesione personale

La lesione personale, in diritto penale, è il delitto previsto dall'art. 582 del codice penale italiano secondo cui 

## Disamina

### Elemento oggettivo
Oggetto del reato in questione è la lesione personale inflitta a uno o più soggetti, dalla quale deriva una malattia: la lesione non deve essere necessariamente violenta, essendo questa causabile da azione morale, omissione o contagio. L'unico evento del reato è soltanto la malattia causata, in quanto la lesione è soltanto nomen iuris del reato. La concezione di malattia è spiegata dalla Relazione ministeriale al Progetto, e consiste nell'alterazione anatomica o funzionale dell'organismo. Concezione tuttavia dibattuta dalla dottrina, in quanto la malattia è uno stato patologico curabile che porta a guarigione, curabile o non curabile che causa cambiamenti di vita, non curabile che causa la morte. La concezione più seguita e attendibile resta quella della scienza medica, competente in materia, che considera la malattia in questione un processo patologico, acuto o cronico, localizzato o diffuso, che determina una apprezzabile menomazione funzionale dell'organismo.

### Elemento soggettivo
Il dolo deve essere supportato dalla volontà e prevedibilità dell'evento, è pertanto previsto in ogni situazione nel quale il reo prevede che la sua azione possa determinare un pregiudizio all'integrità personale del paziente, decidendo comunque di ottenerlo come fine o costo.
È giusto il caso di precisare che chi abbia compiuto il reato con lo scopo di uccidere, risponde di tentato omicidio.

### Fattispecie
| Gravità            | Definizione | Pena per reato doloso             | Pena per reato colposo                                                   |
| ------------------ | --- | --------------------------------- | ------------------------------------------------------------------------ |
| Lesioni lievi      | (ipotesi residuale) | Reclusione da sei mesi a tre anni | Reclusione fino a tre mesi o con la multa fino a euro 309                |
| Lesioni gravi      | 1) se dal fatto deriva una malattia che metta in pericolo la vita della persona offesa, ovvero una malattia o un'incapacità di attendere alle ordinarie occupazioni per un tempo superiore ai quaranta giorni; 2) se il fatto produce l'indebolimento permanente di un senso o di un organo;                                                                           | Reclusione da tre a sette anni    | Reclusione da uno a sei mesi o della multa da euro 123 a euro 619        |
| Lesioni gravissime | Dal fatto deriva: 1) una malattia certamente o probabilmente insanabile; 2) la perdita di un senso; 3) la perdita di un arto, o una mutilazione che renda l'arto inservibile, ovvero la perdita dell'uso di un organo o della capacità di procreare, ovvero una permanente e grave difficoltà della favella; 4) la deformazione, ovvero lo sfregio permanente del viso | Reclusione da sei a dodici anni   | Reclusione da tre mesi a due anni o della multa da euro 309 a euro 1.239 |

## Medicina legale

### Gravità
Le lesioni personali si distinguono in volontarie e colpose. Le lesioni colpose sono di norma perseguibili per querela, ma sono perseguibili d'ufficio se sono malattie professionali o lesioni gravi o gravissime derivanti da infortunio sul lavoro.
Le lesioni personali colpose sono così descritte nell'articolo 590 del Codice Penale: 
Le lesioni personali sono classificate in base alla prognosi del soggetto leso:
- Lievissime - l.p. che conducono a malattia o incapacità di svolgere attività della vita quotidiana per tempo non superiore ai 20 giorni
- Lievi - tra 21 e 40 giorni
- Gravi - superiori ai 40 giorni
- Gravissime - malattia insanabile

Tra le gravi si contano anche quelle lesioni che
- hanno messo in pericolo di vita il soggetto leso
- hanno provocato un indebolimento permanente di organo o senso.

Tra le gravissime si contano anche lesioni che hanno provocato:
- la perdita di un senso o di un organo
- una mutilazione che rende inservibile un arto
- disfunzione grave della favella
- uno sfregio (cicatrice visibile che altera i movimenti mimici) o una deformazione (menomazione che provoca ribrezzo in chi guarda) del volto
- perdita della capacità di procreare

### Tipologie
- da contusione - provocano ematomi, abrasioni, escoriazioni ecc
- da taglio - tramite fendente o col filo della lama, provocano tagli netti dei tessuti, possibili lacerazioni e sanguinamento
- da arma da fuoco - lesione da proiettile unico. È riscontrabile un foro d'ingresso di diametro inferiore al calibro del proiettile (dovuto all'elasticità dei tessuti) e un foro d'uscita solitamente di diametro maggiore.
- da asfissia - mancanza di scambio alveolare

Le lesioni in vita provocano infiltrazioni emorragiche nei tessuti al contrario delle lesioni post-mortem, in cui la pressione sanguigna è assente poiché il circolo è interrotto. Nel cadavere inoltre dopo 15 ore dalla morte il sangue per gravità defluisce sulla parte declive del corpo provocando le macchie ipostatiche, queste possono essere differenziate da emorragie vere con digitopressione, nel caso si tratti di macchia ipostatica permarrà l'impronta più chiara del dito, differentemente il colore resterà invariato. Dipendentemente dalle condizioni climatiche le macchie diverranno dapprima di un colore rosaceo poi verde (da mettere in diagnosi differenziale con versamenti biliari).